# Битва при Ахси
Битва при Ахси — сражение между бухарской армией Шейбани-хана и войсками ханов Западного и Восточного Моголистана, произошедшее в 1503 году и закончившееся поражением последних.
В начале XVI века усилилось могущество Бухарского ханства под предводительством Мухаммада Шейбани. В 1501 году Шейбани-хан окончательно овладел Самаркандом и сделал его столицей своего государства. Он объявил себя «имамом времени и милосердным халифом», претендуя на роль светского и духовного лидера мусульман Туркестана.
Ханы Западного и Восточного Моголистана Султан Махмуд Хан (Ханике-хан) и Султан Ахмад Хан (Алача-хан), а также потерявший Самарканд Бабур составили союз и решили разбить Шейбани-хана. Они объединили свои силы и направили их вначале против Тамбола, союзника Шейбани-хана. 
Но как только Мухаммад Шейбани получил сведения о передвижениях своих противников, он поспешил с армией в 30 000 человек из Самарканда в Фергану.
Наступавшие войска ханов, численностью 15 000 человек, задержались возле крепости Ахси или Арчиян (находилась в нескольких милях от Намангана), которая была одной из самых сильных в этом регионе и была занята шейхом Баязидом, братом Тамбола. 
В этот момент Шейбани-хан подошел с 30 000 человек. Его появление застало ханов врасплох, и они едва успели выстроить свои войска в линию. После непродолжительного боя ханы были разгромлены превосходящими силами противника и были взяты в плен. Что касается Бабура, то он бежал в горы к к югу от Ферганы.
Шейбани-хан хорошо обращался с пленными и освободил их после того, как они сдали ему Ходжа Абул Макарам, Ташкент и Шахрухию. 